# Contea di Lampasas
La contea di Lampasas in inglese Lampasas County è una contea dello Stato del Texas, negli Stati Uniti. La popolazione al censimento del 2010 era di 19 677 abitanti. Il capoluogo di contea è Lampasas. Il nome della contea deriva dal fiume Lampasas (Lampasas in spagnolo significa "gigli").

## Geografia fisica
| Anno | Popolazione | ±%     |
| ---- | ----------- | ------ |
| 1860 | 1,028       |        |
| 1870 | 1,344       | 30.7%  |
| 1880 | 5,421       | 303.3% |
| 1890 | 7,584       | 39.9%  |
| 1900 | 8,625       | 13.7%  |
| 1910 | 9,532       | 10.5%  |
| 1920 | 8,800       | −7.7%  |
| 1930 | 8,677       | −1.4%  |
| 1940 | 9,167       | 5.6%   |
| 1950 | 9,929       | 8.3%   |
| 1960 | 9,418       | −5.1%  |
| 1970 | 9,323       | −1.0%  |
| 1980 | 12,005      | 28.8%  |
| 1990 | 13,521      | 12.6%  |
| 2000 | 17,762      | 31.4%  |
| 2010 | 19,677      | 10.8%  |

Secondo l'Ufficio del censimento degli Stati Uniti d'America la contea ha un'area totale di 714 miglia quadrate (1850 km²), di cui 713 miglia quadrate (1850 km²) sono terra, mentre 1,1 miglia quadrate (2,8 km², corrispondenti allo 0,2% del territorio) sono costituiti dall'acqua.

### Strade principali
- U.S. Highway 183
- U.S. Highway 190
- U.S. Highway 281

### Contee adiacenti
- Hamilton County (nord)
- Coryell County (nord-est)
- Bell County (sud-est)
- Burnet County (sud)
- San Saba County (ovest)
- Mills County (nord-ovest)